# Crímenes del Lobo Feroz

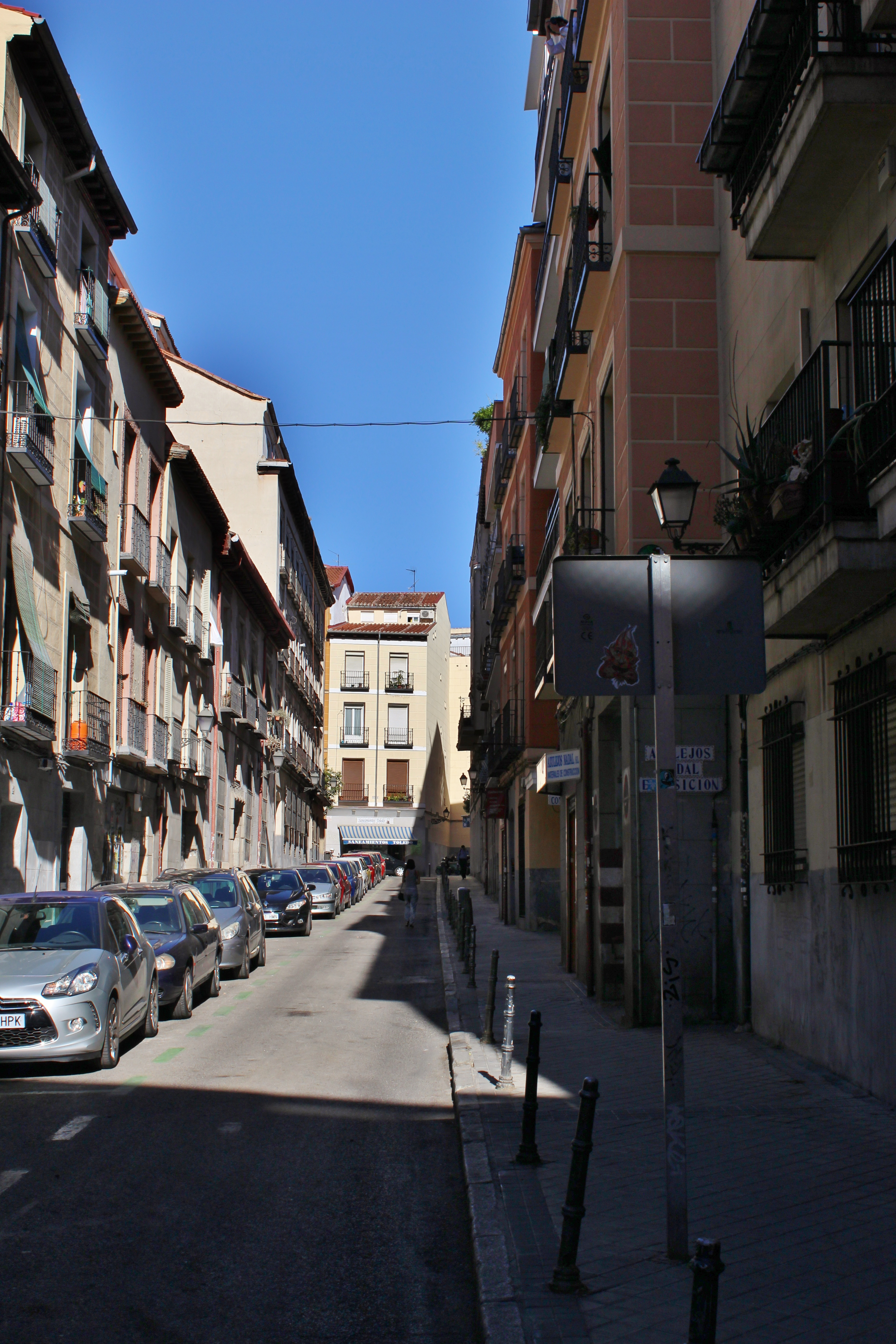
Calle de Luciente, donde se produjeron los hechos.

Se conoce como crímenes del Lobo Feroz a los asesinatos en 1987 de dos mujeres por parte de Santiago San José Pardo en el Mesón del Lobo Feroz, en el número 9 de la calle de Luciente, distrito Centro de Madrid.

## Antecedentes
De carácter hosco y problemático, Santiago había mantenido una difícil relación con sus padres. A mediados de los años 80, tras acabar la mili e intentar ser marino, se enroló en la Legión, de ahí que fuera conocido como «El Legionario», Sin embargo, no soportó la extrema disciplina del cuerpo y en 1984 se le diagnosticó esquizofrenia paranoide y se le dio de baja. Su adicción al alcohol le llevaba a tener un carácter agresivo y violento y a sufrir de impotencia sexual. 

## Crímenes
De vuelta a Madrid, gracias a la amistad de su madre con un subcomisario de Policía de la capital, propietario del Mesón del Lobo Feroz en la calle de Luciente, regentó el negocio cerca de un año. Sin embargo, la ausencia de clientela hizo que sus problemas con la bebida se agravaran.
El 22 de agosto de 1987 acudió a la cercana calle de la Cruz y requirió los servicios de una prostituta. Esta se llamaba María Luz Varela Alonso, tenía 22 años y dos hijos. Le ofreció 5 000 pesetas y entraron al mesón. Sin embargo, Santiago San José se encontraba tan ebrio que no pudo consumar el acto sexual. Tras una discusión porque ella tenía prisa por volver a su zona de trabajo, Santiago la asesinó con un cuchillo jamonero. Al día siguiente cubrió el cadáver de plásticos, lo bajó al sótano y lo enterró bajo una capa de yeso. Puso encima una tela de arpillera y varias cajas de cerveza.
El 12 de octubre volvió a recurrir a los servicios de una prostituta, que nunca llegó a ser identificada. De nuevo se repitió la escena anterior y fue asesinada con la misma arma que Mariluz. Después, emparedó el cuerpo junto al de la otra víctima, debajo del hueco de la escalera y tapió la pared con unas baldosas.
La noche del 22 de diciembre volvió a la calle de la Cruz donde requirió los servicios de una meretriz llamada Araceli Fernández Regadera. Fueron juntos al mesón y mientras ella se desnudaba, Santiago buscaba el cuchillo para asesinarla. Se produjo un forcejeo y los gritos alertaron a los vecinos, que llamaron a la policía. Cuando llegaron los agentes, el agresor tenía las manos ensangrentadas. La mujer, semiinconsciente, mostraba nueve cuchilladas en el rostro y en las manos. Los dos fueron detenidos. Cada uno dio en comisaría una versión diferente. El agresor, que la sorprendió robando. La víctima, lo que en realidad había ocurrido. Tras unos días en los calabozos de comisaría, fue puesto en libertad sin cargos y se archivó el asunto. Se perdió así la oportunidad de descubrir los dos crímenes anteriores.
Santiago no volvió al mesón y el dueño decidió traspasar el negocio. El nuevo propietario decidió acometer reformas en el local. En enero de 1989 un albañil encontró un esqueleto después de derribar una pared. Personada la policía en el local donde se estaban efectuando obras de reforma, se descubrió el otro cadáver.

## Detención y juicio
En marzo de 1989, las pesquisas de la Brigada de Policía Judicial de Madrid llevaron a la detención de Santiago San José como presunto autor del doble homicidio. Confesó los crímenes y admitió que había emparedado a las víctimas usando arpillera y yeso que había comprado en un almacén de la calle del Humilladero.
Durante el juicio, el forense García-Andrade reconoció que el acusado tenía "una personalidad sumamente peligrosa, que si bebe podría volver a repetir los hechos. El procesado tiene una sexualidad pobre, de aprendizaje escaso, deteriorada".
Fue declarado culpable de dos delitos de asesinato, uno de asesinato frustrado e inhumación ilegal con enajenación mental, a un total de 72 años y cuatro meses de prisión. Los magistrados respaldaron la opinión que había expresado el fiscal antes de concluir el juicio: "Es verdad que es un psicópata y un bebedor, pero su psicopatía no disminuye su responsabilidad penal".
Fue puesto en libertad en 2004 y actualmente reside en el sur de España en total anonimato.